# Dexmethylphenidat
Dexmethylphenidat ist ein Arzneistoff mit stimulierender Wirkung. Es ist das pharmakologisch aktive (2R,2′R)-Enantiomer des Methylphenidats und wird wie die racemische Form zur Behandlung der Aufmerksamkeitsdefizit-/Hyperaktivitätsstörung (ADS/ADHS) eingesetzt, jedoch in geringerer Dosierung. Für die Umstellung von Patienten von Methylphenidat auf Dexmethylphenidat gilt, dass eine Dosis Dexmethylphenidat der Hälfte einer Dosis Methylphenidat entspricht.

## Fertigarzneimittel
Focalin XR (CH, USA)
Dexmethylphenidat gibt es als Retardtabletten in Stärken von 5 mg bis 20 mg (Schweiz) bzw. bis 40 mg (USA). Für die Arzneimittelherstellung wird das wasserlösliche Dexmethylphenidathydrochlorid verwendet.